# Marlene Nørgaard Carolus
Marlene Nørgaard Carolus (født 11. juni 1967) er en dansk erhvervsleder, der har arbejdet i den finansielle sektor siden 1987 hos blandt andet Nordea, HSH Nordbank/Gudme Raaschou Bank A/S, Alfred Berg /ABN AMRO Bank. Marlene Nørgaard har senest været øverste globale chef for Danske Banks Private Banking og Private Wealth aktiviteter i Sverige, Norge, Finland, UK, Luxembourg og Danmark. Hun tiltrådte som administerende direktør i Mybanker den 1. januar 2019. Hun er erklæret egnet og hæderlig (fit & proper) efter Finanstilsynets krav til ledelsesmedlemmer i både Danmark og Schweiz.
I 2019 blev Marlene Nørgaard kåret til at være blandt de 100 mest indflydelsesrige kvinder i Danmark af Berlingske Tidende. Derudover blev hun i 2020 optaget i Kraks blå bog.

## Karriere
Marlene Nørgaard Carolus har arbejdet for at tiltrække alternative segmenter til formuepleje og forvaltning, herunder især kvinder, unge og entreprenører. Nørgaard har været initiativtager til Danske Philanthropy og Silicon Valley-netværket DanskeWMx. Hun er derudover medlem af non profit CEO-netværket VL67.
Foruden sine danske bestyrelsesposter, indtrådte Marlene Nørgaard Carolus i 2020 som bestyrelsesmedlem i schweiziske SYZ Group og Banque SYZ.

## Tillidsposter[5]
- 2021 – Bestyrelsesmedlem hos Bruun Rasmussen Kunstauktioner
- 2020 - Bestyrelsesmedlem hos Banque SYZ
- 2020 - Bestyrelsesmedlem hos SYZ Group
- 2018 - Bestyrelsesmedlem hos ART2030[6]
- 2013 - Bestyrelsesmedlem hos Olga & Esper Boels Fond
- 2006 - Bestyrelsesmedlem hos Scan Bee A/S
- 2015 - 2018 Bestyrelsesmedlem hos Danske Bank International S.A.
- 2006 - 2010 Bestyrelsesmedlem hos Pluss A/S
- 2006 - 2008 Bestyrelsesmedlem hos Zealand Pharma A/S

## Uddannelser[5]
- Making Corporate Boards More Effective, Harvard Business School, Boston, 2018
- Board Leadership Master Class, Copenhagen Business School, 2018
- Executive Program: Exponential technologies that address the world's grand challenges, Singularity University, Silicon Valley 2014
- Executive MBA, Copenhagen Business School, 2010 - 2012